# Furumo (przystanek kolejowy)
Furumo – kolejowy przystanek osobowy w Furumo, w regionie Oppland w Norwegii, jest oddalony od Oslo Sentralstasjon o 45,74 km.

## Ruch pasażerski
Leży na linii Gjøvikbanen. Jest elementem kolei aglomeracyjnej w Oslo - w systemie SKM ma numer 300. Obsługuje Oslo Sentralstasjon, Gjøvik. Pociągi odjeżdżają w obu kierunkach co pół godziny; nie wszystkie pociągi zatrzymują się na wszystkich stacjach. 

## Obsługa pasażerów
Poczekalnia, parking na 7 miejsc. Odprawa podróżnych odbywa się w pociągu.